# Domingohutia
Domingohutia (Plagiodontia) – rodzaj ssaków z podrodziny hutii (Capromyinae) w obrębie rodziny kolczakowatych (Echimyidae).

## Rozmieszczenie geograficzne
Rodzaj obejmuje jeden współcześnie żyjący gatunek zamieszkujący Haiti i Dominikanę na wyspie Haiti.

## Morfologia
Długość ciała (bez ogona) 312–405 mm, długość ogona 125–153 mm; masa ciała ok. 1,8 kg (dane dotyczą P. aedium).

## Systematyka
Rodzaj zdefiniował w 1836 roku francuski zoolog i paleontolog Frédéric Cuvier w artykule zatytułowanym Charakterystyka rodzaju Plagiodonta i opis ich siedlisk. Plagiodontia Aedium, opublikowanym w czasopiśmie „Annales des Sciences Naturelles”. Gatunkiem typowym jest (oznaczenie monotypowe) domingohutia haitańska (P. aedium).

### Etymologia
Plagiodontia (Plagiodon, Plagiodonta): gr. πλαγιος plagios ‘ukośny’, od πλαζω plazō ‘odwrócić się’; οδους odous, οδοντος odontos ‘ząb’.

### Podział systematyczny
Do rodzaju należy jeden żyjący współcześnie i dwa wymarłe po 1500 roku gatunki:
| Grafika | Gatunek               | Autor i rok opisu  | Nazwa zwyczajowa       | Podgatunki         | Rozmieszczenie geograficzne | Podstawowe wymiary                                          | Status IUCN |
| ------- | --------------------- | ------------------ | ---------------------- | ------------------ | --- | ----------------------------------------------------------- | ----------- |
|         | Plagiodontia aedium   | F. Cuvier, 1836    | domingohutia haitańska | 3 podgatunki       | południowo-zachodnie i południowo-wschodnie Haiti (masywy La Hotte i La Selle) oraz północna i południowo-zachodnia Dominikana; zakres wysokości: 15–2019 m n.p.m. | DC: 31–40 cm DO: 12,5–15,3 cm MC: około 1,8 kg              | LC          |
|         | Plagiodontia spalaeum | G.S. Miller, 1929  |                        | gatunek monotypowy | Haiti | DC: brak danych DO: brak danych MC: szacowana na 1,3–1,8 kg | NE          |
|         | Plagiodontia ipnaeum  | D.H. Johnson, 1948 | domingohutia nizinna   | gatunek monotypowy | Haiti | DC: brak danych DO: brak danych MC: brak danych             | EX          |

Kategorie IUCN:  LC  – gatunek najmniejszej troski,  EX  – gatunek wymarły;  NE  – gatunki niepoddane jeszcze ocenie.